# Arató Pál (zongoraművész)
Arató Pál (eredeti neve: Aigner Pál Péter Károly) (Szeged, 1914. szeptember 26. – Budapest, 1987. január 27.) magyar zongoraművész, egyetemi tanár.

## Életpályája
Szülei: Aigner Károly József Nándor ügyvéd és Tóth Anna Erzsébet Etelka voltak. Zenei tanulmányait 1942-ben a Nemzeti Zenedében végezte el. Közben a budapesti Pázmány Péter Tudományegyetemen jogi doktorátust szerzett.
Szólistaként ritkán szerepelt, bár évekig játszott a Magyar Rádióban. Kiváló kamaramuzsikusként és zongorakísérőként lett sikeres. A Liszt Ferenc Zeneművészeti Főiskola zenetanárképző tagozatán tanított.
Sírja a Farkasréti temetőben található (610-234 templomi fülke).